# Martin Ručinský
Martin Ručinský (tjeckiskt uttal (fil)), född 11 mars 1971 i Most, Tjeckien, är en tjeckisk professionell ishockeyspelare som spelar för HC Litvínov i tjeckiska Extraliga.
Han har spelat i NHL för Edmonton Oilers, Quebec Nordiques, Colorado Avalanche, Montreal Canadiens, Dallas Stars, New York Rangers, St. Louis Blues och Vancouver Canucks.